# 曲尾石杉
曲尾石杉（学名：Huperzia bucahwangensis）为石杉科石杉属下的一个种。